# Stokke
Stokke é uma comuna da Noruega, com 118 km² de área e 9985 habitantes (censo de 2004).         